# Karina Canellakis
Karina Canellakis (Nova York, 23 d'agost de 1981) és una directora d'orquestra i violinista estatunidenca, molt valorada pel seu domini tècnic, així com per la carrega emotiva i profunditat interpretativa de les seves actuacions. És considerada com una dels cent millors directors d'orquestra del món, entre els quals només vuit són dones.

## Estudis
Canellakis va néixer a Nova York en una família amb orígens grecs i russos. Era una família de músics, on els pares s'havien conegut a la Juilliard School; el pare esdevindria director i la mare, pianista. Va estudiar violí i el seu germà Nicholas, violoncel. Va continuar els estudis al Curtis Institute, on tingué, entre altres professors, Ida Kavafian, i es va graduar el 2004. Va ser violinista a la Chicago Symphony Orchestra, i també violinista convidada a l'Orquestra Filharmònica de Bergen.

## Pas a la direcció
De 2005 a 2007, Canellakis va ser violinista amb la Berlin Philharmonic Orchester-Akademie. A Berlín, Simon Rattle la va animar a desenvolupar el seu interès per la direcció. Va estudiar direcció a la Juilliard School de 2011 a 2013, on tingué com a professor Alan Gilbert. També va estudiar amb Fabio Luisi, al Pacific Music Festival. El 2013, va ser la guanyadora del Taki Concordia Conducting Fellowship. De 2014 a 2016, fou la directora assistent de la Dallas Symphony Orchestra. En els inicis d'aquest període va haver d'actuar com a directora substituta de Jaap van Zweden, en una substitució d'urgència sense assaig previ, amb la Simfonia núm. 8 de Dmitri Xostakóvitx. Ha treballat també la música contemporània dirigint el International Contemporary Ensemble (ICE), i dirigint l'estrena de l'òpera de cambra de David Lang The Loser el setembre de 2016.
Canellakis va debutar a Europa el 2015 amb la Chamber Orchestra of Europe, com a substitut d'emergència de Nikolaus Harnoncourt. El 2016, va guanyar el premi de direcció "Georg Solti" i a partir d'aleshores ha tocat amb desenes d'orquestres líders de tot el món, ha donat mostra d'un gran dinamisme enllaçant col·laboracions duradores i el seu prestigi ha anat sempre en augment. El setembre de 2017 va debutar dirigint l'Orquestra simfònica de la BBC a The Proms en una actuació que va representar el debut en aquest festival i amb aquesta orquestra. En aquest mateix mes va debutar amb la Berlin Radio Symphony Orchestra (RSO Berlin).
El març de 2018, Canellakis va ser directora convidada de la Radio Filharmonisch Orkest (RFO) neerlandesa, amb concerts a Utrecht i Amsterdam. A partir d'aquesta gira, el maig de 2018, la RFO va anunciar que Canellakis seria la seva directora titular a partir de la temporada 2019-2020, amb un contracte per a quatre anys. Aquest és el seu primer lloc com a directora titular i és la primera dona a ser nomenada directora titular d'una orquestra simfònica holandesa. El desembre de 2018, Canellakis va dirigir el concert dels Premi Nobel amb la Royal Stockholm Philharmonic Orchestra; ha estat la primera dona a fer-ho. L'abril de 2019 es va anunciar que seria la primera dona a ser directora convidada principal de la RSO Berlin. El 19 de juliol de 2019 va dirigir l'Orquestra simfònica de la BBC i els cors de la BBC (BBC Chorus i BBC Singers) en la "First Night" dels Proms al Royal Albert Hall de London essent la primera dona a fer-ho en els 125 anys d'història del festival. Entre altres, va dirigir l'obra Long is the Journey, Short is the Memory, de Zosha Di Castri, encarregada expressament per commemorar l'arribada de l'home a la lluna.
La temporada 2019-2020 començà com a directora titular de l'Orquestra Filharmònica de la Ràdio dels Països Baixos i directora principal convidada del Rundfunk Sinfonieorchester Berlin. El setembre de 2020 començava la seva tasca com a principal directora convidada de l'Orquestra Filharmònica de Londres.